# Adolf Lehne

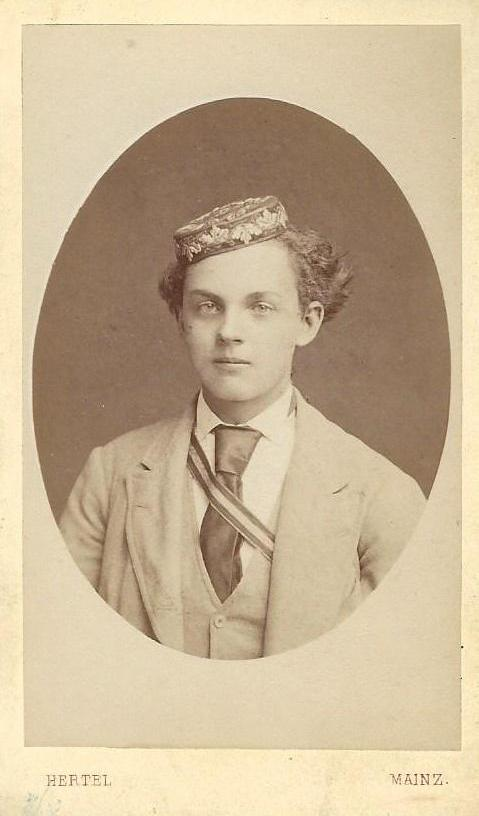
Adolf Lehne als Renonce des Corps Teutonia Gießen, 1874 (wieder ausgeschieden)

Adolf Lehne (* 6. Mai 1856 in Winkel (Rheingau); † 1. Februar 1930 in München) war ein deutscher Textilchemiker.

## Leben
Adolf Lehne war Sohn des Mainzer Rechtsanwalts und Politikers Eduard Lehne. Er studierte Chemie in Gießen, Heidelberg und Freiburg und wurde zum Dr. phil. promoviert. In Heidelberg gehörte er dem Corps Rhenania an, in Freiburg gehörte er zu den Stiftern der dortigen Hasso-Borussia. Von 1880 bis 1888 war er Leiter des Färberlaboratoriums der BASF in Stuttgart. 1888 machte er sich in Berlin mit einem Versuchslabor und einem Lehrinstitut für die Textilindustrie selbständig und gründete 1889 die Färber-Zeitung. Von 1891 bis 1917 war Lehne Mitglied des Kaiserlichen Patentamtes. 1901 erhielt er den Titel eines Geh. Regierungsrats. 1919 bis 1925 war er Honorarprofessor und Vorstand der Abteilung für Textilchemie an der Technischen Hochschule in Karlsruhe. Seinen Ruhestand verbrachte er in München.